# Kanton Saint-Valery-sur-Somme
Kanton Saint-Valery-sur-Somme (Nederlands: Sint-Walarik) is een voormalig kanton van het Franse departement Somme. Het kanton maakte deel uit van het arrondissement Abbeville. Het werd opgeheven bij decreet van 26 februari 2014 met uitwerking in 2015.

## Gemeenten
Het kanton Saint-Valery-sur-Somme omvatte de volgende gemeenten:
- Arrest
- Boismont
- Brutelles
- Cayeux-sur-Mer
- Estrébœuf
- Franleu
- Lanchères
- Mons-Boubert
- Pendé
- Saigneville
- Saint-Blimont
- Saint-Valery-sur-Somme (Sint-Walarik) (hoofdplaats)